# 31.º Comandante de Artillería
El 31° Comandante de artillería (Artillerie-Kommandeur 31 o Arko 31) unidad militar del Heer en la Segunda Guerra Mundial.

## Historia
Formado el 1 de mayo de 1937 en Brunswick. El 2 de septiembre de 1939, el personal del Cuerpo de tropas XI Cuerpo de Ejército y el 30 de septiembre de 1939 las tropas del ejército. El 15 de enero de 1942 el 309° Comando Superior de Artillería cambia de nombre.

## Comandantes
- Mayor general Erich Bernecker (1 de septiembre de 1939 - 2 de julio de 1940) (era del 124° Comandante de artillería)

## Orden de batalla
El 2 de noviembre de 1939 estaban subordinadas por el IV Cuerpo de Ejército.
- II./40° Regimiento de Artillería
- II./49° Regimiento de Artillería
- II./50° Regimiento de Artillería
- 18° División de Observación
- 20° División de Observación
- 1° División de Mortero

El 29 de julio de 1941 estaban subordinadas por el L Cuerpo de Ejército.
- 636° División de Artillería Pesada
- 24° División de Observación